# Antoni Guerra Major

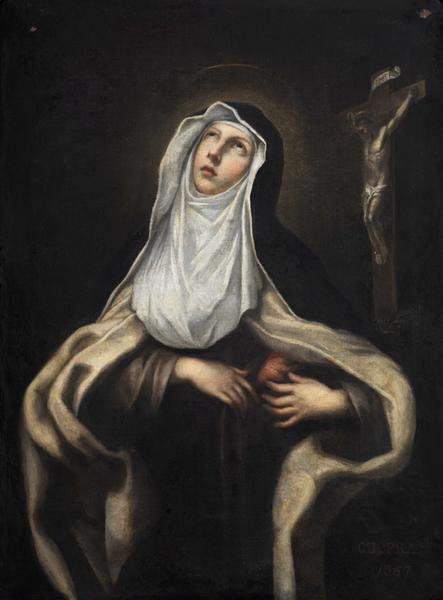
Voto de conversión de santa Teresa (Santa Teresa ofreciendo su corazón), firmado «Guerra pinxit 1667». Óleo sobre lienzo, 69 x 93 cm, Perpiñán, Musée d'art Hyacinthe Rigaud.

Antoni Guerra Major (Perpiñán, Francia; 1634-1705) fue un pintor barroco del Rosellón.

## Biografía
Hijo de Joan Guerra, sastre, y de Victoria Guerra, fue bautizado el 4 de diciembre de 1634 en la catedral de San Juan Bautista de Perpiñán. En abril de 1650 su padre le colocó como aprendiz del mal conocido pintor y dorador Gabriel Clavaria. Sin embargo el contrato, que debía tener una duración de cuatro años, fue rescindido por Clavaria en noviembre del mismo año y el joven Guerra pasó al taller de Hieronim Hortosol, con el que, una vez concluida la etapa de aprendizaje, continuó colaborando durante seis años con un contrato de compañía.
Como heredero universal de los modestos bienes de su padre, fallecido en 1652, el 1 de mayo de 1654 se constituyó en depositario de la dote de su madre, vuelta a casar, y unos días después firmó su testamento tras nombrar procurador a su padrastro. En él legaba la casa heredada de su padre al convento de Carmelitas Descalzas de Perpiñán. Su devoción a santa Teresa de Jesús —a la que retrata en tres de los cinco lienzos firmados que de él se han conservado— y su vinculación a la orden por ella reformada se pone de manifiesto también en su pertenencia a la cofradía de Nuestra Señora del Monte Carmelo, de la que fue miembro hasta su muerte.
En 1662 se casó con Teresa Gonzales, hija de un peletero, con quien tuvo once hijos de los que solo cinco llegaron a la edad adulta. Dos de ellos, Antoni, llamado Minor o el Joven, y Francesc, también serían pintores. Guerra disfrutó de una saneada posición económica, que le permitió adquirir un olivar y otras tierras, sin duda gracias a los numerosos trabajos de dorado de retablos que a lo largo de su vida contrató en la propia ciudad de Perpiñán y su entorno (Saint-Cyprien, Claira, Thuir o Mosset, donde se conserva el retablo dedicado al Rosario). Peor conocido es su trabajo como pintor de caballete, del que solo se documentan dos óleos sobre tela encolada a tabla con el Éxtasis de santa Teresa y San Francisco de Paula, contratados en 1668 por los testamentarios de Isabel Pons con destino a las calles laterales de un retablo de la iglesia de los Mínimos de Perpiñán, ahora en la iglesia parroquial de Calce. Tanto en ellos como en los escasos lienzos firmados (Voto de Santa Teresa, 1667, y la Transverberación de santa Teresa procedente de la parroquial de Saint-Cyprien) o atribuidos (Retrato del reverendo Sampsó, catedral de Perpiñán), se pone de manifiesto la fuerte influencia de la pintura española sobre los talleres roselloneses.
Tras firmar un nuevo testamento en abril de 1700, fue enterrado en la catedral de Perpiñán el 10 de septiembre de 1705.